# Voie octuple
En physique, la voie octuple (en anglais, Eightfold Way) est le nom donné dans les années 1960 par le physicien américain Murray Gell-Mann à sa théorie organisant les baryons et mésons. Cette théorie fut également proposée par le physicien israélien Yuval Ne'eman.

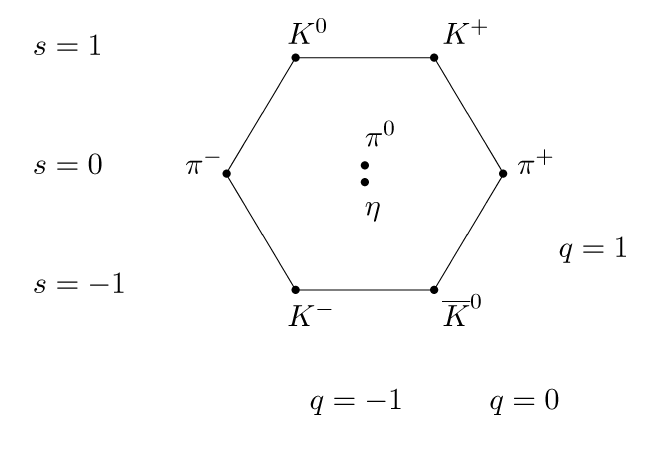
L'octet des mésons. Les particules sur la même horizontale ont la même étrangeté « s », tandis que celles sur une même diagonale ont la même charge électrique « q ».

En exploitant sa théorie, Gell-Mann fut conduit en 1962 à prédire l'existence d'une particule jamais observée à l'époque, baptisée Ω−. Son étrangeté prévue était de −3, sa charge électrique de −1 et sa masse, voisine de 1680 MeV.c-2. La particule fut observée pour la première fois en 1964 au Laboratoire national de Brookhaven. Gell-Mann reçut le prix Nobel de physique en 1969 pour son travail en physique des particules.

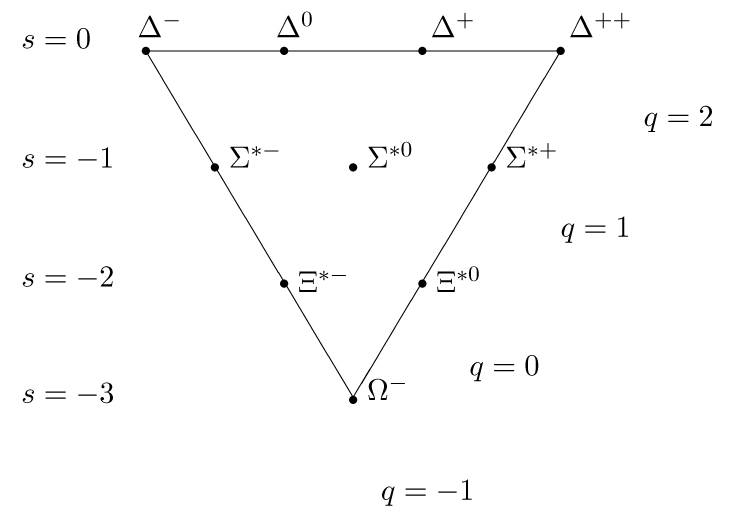
Le décuplet des baryons

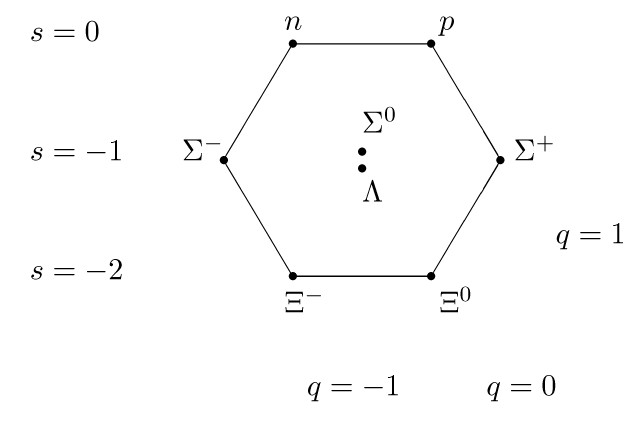
L'octet des baryons

## Étymologie
Le terme « voie octuple » est une allusion au Noble Sentier octuple du bouddhisme.